# Studenec (Slowakei)
Studenec (bis 1948 slowakisch Kolbachy; deutsch Kohlbach, ungarisch bis 1907 Kolbach, dann Hidegpatak) ist eine Gemeinde im Osten der Slowakei mit 540 Einwohnern (Stand 31. Dezember 2024) und gehört zum Okres Levoča, einem Kreis des Prešovský kraj.

## Geografie

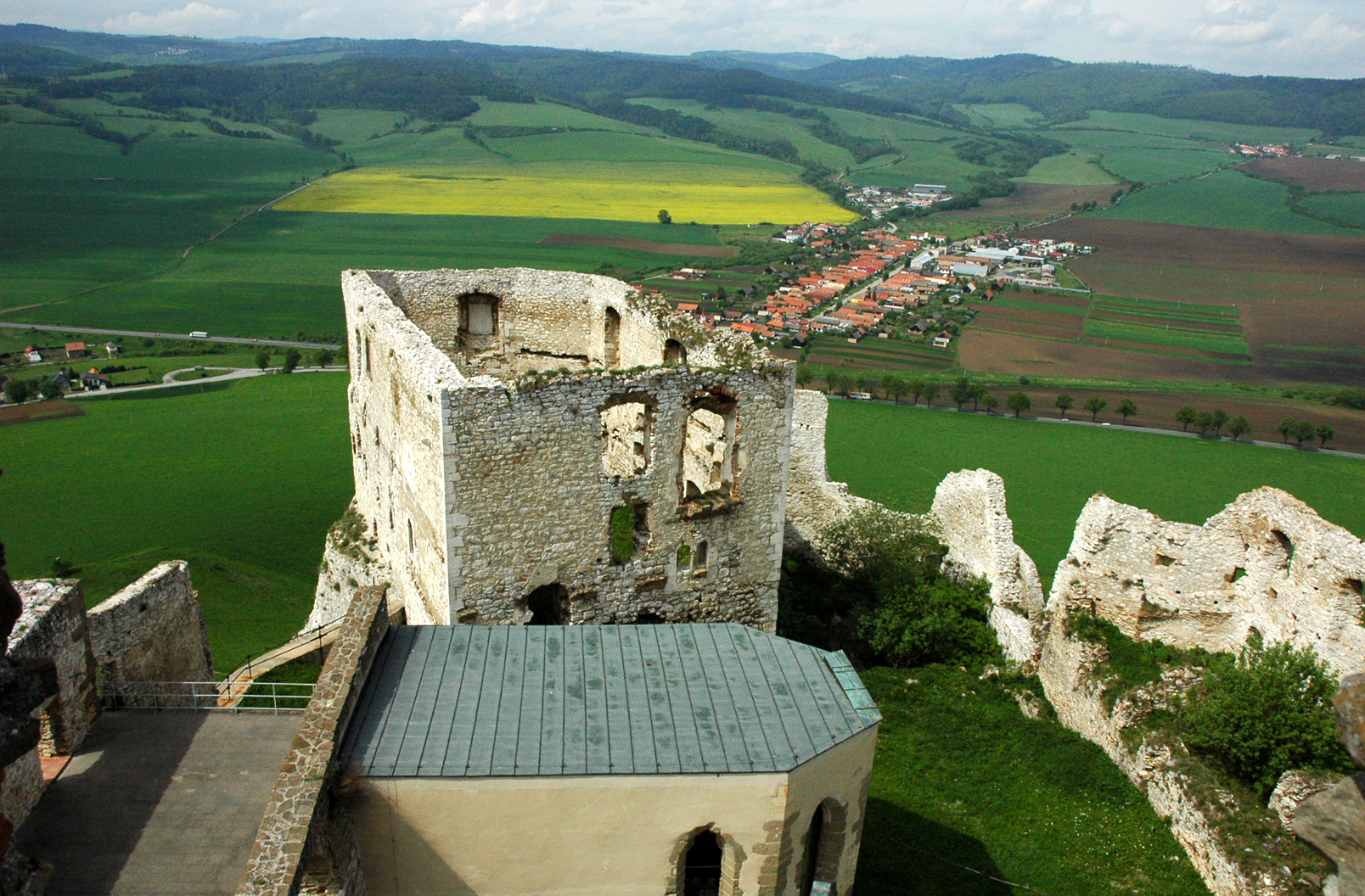
Studenec von der Zipser Burg aus gesehen

Die Gemeinde befindet sich im Talkessel Hornádska kotlina, von den Gebirgen Branisko im Westen sowie Leutschauer Berge im Norden umgeben. Quer durch den Ort fließt in südlicher Richtung der Bach Margecianka. Das Ortszentrum liegt auf einer Höhe von 460 m n.m. und ist zwei Kilometer von Spišské Podhradie sowie 16 Kilometer von Levoča entfernt.

## Geschichte
Der Ort wurde zum ersten Mal 1264 als Kaldbach schriftlich erwähnt. Wie der Name vermuten lässt, wurde der Ort mehrheitlich von deutschen Kolonisten bewohnt. Somit gehörte das Dorf zur Provinz der Zipser Sachsen sowie später zum Bund der 24 Zipser Städte, auch wenn als Teil der Stadt Kirchdrauf (heute Spišské Podhradie).
Als 1412 die Stadt Kirchdrauf an Polen verpfändet wurde, blieb das Dorf weiterhin in ungarischer Hand und kam zum Herrschaftsgut der nahen Zipser Burg und teilt mit dieser seine Herren, wie Zápolya im 15. und 16. oder Thurzo im 16. Jahrhundert. Vom 17. Jahrhundert bis zum Ende der Leibeigenschaft im Jahre 1848 ist dann Kohlbach mit dem Zipser Propst beziehungsweise dem Bistum Zips eng verbunden.
Der „zu deutsch“ klingende Name wurde 1948 in das slowakische Studenec (slowakisch „studený“ = kalt) geändert, ebenso wie es 40 Jahre früher beim ungarischen Namen Hidegpatak (= kalter Bach) geschah.

## Bevölkerung
| Jahr                | 1994 | 2004    | 2014    | 2024    |
| ------------------- | ---- | ------- | ------- | ------- |
| Anzahl der Personen | 457  | 499     | 492     | 540     |
| Unterschied         |      | +9,19 % | −1,40 % | +9,75 % |

| Jahr                | 2023 | 2024    |
| ------------------- | ---- | ------- |
| Anzahl der Personen | 521  | 540     |
| Unterschied         |      | +3,64 % |

Ergebnisse nach der Volkszählung 2001 (509 Einwohner):
| Nach Ethnie: - 98,54 % Slowaken | Nach Konfession: - 94,11 % römisch-katholisch - 3,73 % keine Angabe |

## Sehenswürdigkeiten
- römisch-katholische Kirche des Heiligen Josef aus dem Jahr 1892